# Michel Hulin (physicien)
Pour les articles homonymes, voir Hulin.
Pour le philosophe, voir Michel Hulin.
Michel Pierre Hulin est un physicien français, né le 26 juillet 1936 à Vire et mort le 22 novembre 1988.

## Biographie
Ancien élève de l’École normale supérieure, Michel Hulin, professeur à l’Université Pierre-et-Marie-Curie, eut pour domaine de recherches la physique théorique des solides. De 1977 à 1979, il dirigea le groupe de physique du solide de l’ENS, s’efforçant de définir une politique de recherche. Il se tourna ensuite vers la didactique de la physique et créa, en 1979, l’Équipe de recherche sur la diffusion et l’enseignement de la physique (ERDEP). 
Au cours de sa carrière de professeur, Michel Hulin eut l’occasion d’enseigner une grande variété de cours du premier cycle au DEA, et fut l’auteur de nombreux ouvrages d’enseignement. Membre du bureau de la Société française de physique, il en fut le représentant au sein de la Commission Lagarrigue (chargée de la rénovation de l’enseignement de la physique et de la technologie). Enfin, il fut président du jury d’agrégation de physique de 1983 à 1986 et directeur du Palais de la Découverte de 1984 à 1988. 
Michel Hulin était marié avec la physicienne Nicole Hulin, née Nicole Jung. Ils ont longtemps collaboré, notamment sur plusieurs ouvrages. Ils reposent au cimetière d'ivry. 

## Parcours
- 1955: Entrée à l'École normale supérieure (section sciences)
- 1956: Licence ès sciences mathématiques
- 1957: Licence ès sciences physiques
- 1958: Diplôme d'études supérieures
- 1959: Agrégation de sciences physiques (option physique)
- 1959-1963: Agrégé-préparateur, puis maître-assistant à l'École normale supérieure
- 1963: Docteur ès sciences physiques
- 1963-1965: Service militaire (en partie en détachement à la DGRST)
- 1965-1966: Sous-directeur du laboratoire de physique de l'ENS
- 1964-1966: Chargé de cours à la Faculté des sciences de Paris
- 1966: Maître de conférences à la Faculté des sciences de Paris
- 1969: Professeur sans chaire
- 1971: Professeur titulaire personnel à l'Université Paris 6
- 1977-1979: Directeur du Groupe de physique du solide de l'ENS
- 1980: Directeur de l'Équipe de recherche sur la diffusion et l'enseignement de la physique (ERDEP) à l'Université Paris 6
- 1983-1986: Président du concours d'agrégation de sciences physiques (option physique)
- 1984-1988: Directeur du Palais de la Découverte
- 1989: Prix Jean-Jacques Berger décerné par l'Académie des sciences[5].,.

## Publications
- Electromagnétisme - équations de Maxwell, 1971, rééd. 1981.
- Electromagnétisme - ondes électromagnétiques, 1971, rééd. 1978.
- Introduction à la physique atomique et à la physique quantique, 1974.
- Mécanique , vibrations - ondes, 1969, rééd. 1974.
- Thermodynamique (premier et second principes), 1974, rééd. 1981.
- Thermodynamique (les fonctions thermodynamiques et leurs applications), 1974.
- Rappels et compléments de mathématiques, avec P. Alais, 1967, 3e édition 1972, rééd.1980.
- Mécanique (cinématique - dynamique), avec P. Alais et J. Gacougnolle, 1969, 3e édition 1976, rééd. 1981.
- Électricité (électromagnétisme), avec P. Alais et Y. Simon, 1969, 2e édition, 1971.
- Électricité (électrostatique-électrocinétique), avec P. Alais et Y. Simon, 1969.
- Outils mathématiques pour la physique, en collaboration avec Marie-Françoise Quinton.
- Électricité magnétisme, avec P. Baruch et J.F. Petroff, 1972.
- Le Mirage et la nécessité, pour une redéfinition de la formation scientifique de base, Paris, Presses de l'École normale supérieure et Palais de la Découverte, 1992[6]
- Théorie des groupes appliquée à la physique, avec Odile Betbeder-Matibet, Éditions de physique, 1991.
- Les Bases de l'électromagnétisme, avec J.P. Maury, Paris, Dunod, 1991, rééd. 1996.
- Relativité restreinte, avec Nicole Hulin et L. Mousselin, Paris, Dunod, 1992, 2e édition 1998.
- Équations de Maxwell, Ondes électromagnétiques, avec Nicole Hulin et D. Perrin, Paris, Dunod, 2e édition 1993, 3e édition 1998.
- Thermodynamique, avec Nicole Hulin et M. Veyssie, Paris, Dunod, 1994, rééd. 1996.

## Articles
- « Quelques points d'histoire relatifs à la physique du solide », La Vie des sciences, tome 6, no 1, janvier-février 1989, p. 1-21.
- « Constatations et thèses sur l'enseignement scientifique », Supplément aux Bulletins de la Société Française de Physique et de l'Union des Physiciens, février 1989, p. IV-VIII.
- « Le vieux monsieur de l'avenue Roosevelt », numéro spécial des Annales des Mines sur la diffusion des connaissances scientifiques, avril 1989, p. 1-10, article réédité dans La pensée, no 272, novembre-décembre 1989, p. 39-55.
- « Les leçons de la déconvenue », Alliage, no 1, automne 1989, p. 5-11.
- « La vulgarisation et l'enseignement face à un défi: la création et la diffusion de la culture scientifique et technique », Bulletin de l'Union des physiciens, no 720, janvier 1990, p. 1-15.
- « Faire évoluer le problème de physique », Bulletin l'Union des physiciens, no 728, novembre 1990, p. 1301-1308.
- « Quelques suggestions relatives à l'enseignement de la physique dans le second degré, 17 novembre 1975 », Bulletin de l'Union des physiciens, no 730, janvier 1991, p. 3138.
- « De l'activité scientifique au paradigme de l'enseignement », Conclusion du colloque (octobre 1988) « Un siècle de rapports de la physique et des mathématiques 1870-1970 », Actes dans Revue du Palais de la Découverte, numéro spécial 40, mai 1991, p. 101-113.
- « Compétence scientifique ou capacité à gérer le savoir scientifique », interview d'août 1988, Clés à venir, no 15, novembre 1997, p. 5-10.